# Antipiretico
Gli antipiretici (o febbrifughi) sono una categoria di farmaci (detti anche antifebbrili) adatti ad abbassare la febbre. Vengono venduti nella maggior parte dei casi senza necessità di ricetta da parte del medico. Si possono trovare in farmacia e nelle parafarmacie (in Italia secondo la legge 4 agosto 2006, n. 248).
Sono antipiretici il paracetamolo e i FANS (Farmaci Antinfiammatori Non-Steroidei) come ad esempio l'aspirina e l'ibuprofene. Un antipiretico caduto in disuso per la sua tossicità fu la maretina in uso nei primi anni del '900.
I più celebri sono l'acido acetilsalicilico, meglio conosciuto col suo nome commerciale Aspirina, il paracetamolo, principio attivo della Tachipirina, dello Zerinol e dell'Efferalgan, e l'ibuprofene (principio attivo del Moment, Brufen, Nurofen e Buscofen).